# 基思·赫伦
基思·奥兰多·赫伦（英語：Keith Orlando Herron，1956年6月14日—），美国NBA联盟前职业篮球运动员。他在1978年的NBA选秀中第2轮第24顺位被波特兰开拓者选中。